# Áfonya-aranybagoly
A áfonya-aranybagoly (Syngrapha interrogationis) a rovarok (Insecta) osztályának a lepkék (Lepidoptera) rendjéhez, ezen belül a bagolylepkefélék (Noctuidae) családjához tartozó faj.

## Elterjedése
Világszerte elterjedt az északi területeken: Alaszkában, Kanadában, Európában, Szibériában, Északkelet-Ázsiában. Az Alpokban  2400 méter tengerszint feletti magasságig figyelték meg.  Mocsarakban, lápokban, erdőkben, áfonyatermő vidékeken, az erdő széleken és a kertekben fordul elő.

## Megjelenése
- lepke: 32–38 mm szárnyfesztávolságú. Az első szárnyai hamu-szürkék vagy szürkés-feketék, rajtuk egy , egy pont és egy görbe vonal alakú ezüst színű jellel. A hátsó szárnyai kifelé enyhén sötétedő világosbarnák, ebben különbözik a vörösfenyő aranybagolytól (Syngrapha ain).
- hernyó: világoszöld, egy sötétzöld hátvonallal.
- báb: fekete

## Életmódja
- nemzedék: egy nemzedékes faj, júniustól augusztusig rajzik.
- hernyók tápnövénye: áfonyafajok (például Vaccinium myrtillus, Vaccinium uliginosum) csalán, (Urtica)

## Fordítás
- Ez a szócikk részben vagy egészben  a   Heidelbeer-Silbereule című német Wikipédia-szócikk fordításán alapul.  Az eredeti cikk szerkesztőit annak laptörténete sorolja fel. Ez a jelzés csupán a megfogalmazás eredetét és a szerzői jogokat jelzi, nem szolgál a cikkben szereplő információk forrásmegjelöléseként.